# Cary Odell
Cary Elliott Odell (* 20. Dezember 1910 in Indiana; † 19. Januar 1988 in San Luis Obispo, Kalifornien) war ein US-amerikanischer Szenenbildner beim Film.

## Leben
Cary Odell kam 1910 als Sohn von Anne Elliott (1879–1968) und Arthur Lee O’Dell (1877–1956) in Indiana zur Welt. Ab 1935 arbeitete er zunächst als Setzeichner für Columbia Pictures. Für die üppigen Kulissen von Frank Capras Fantasyfilm In den Fesseln von Shangri-La (1937) ließ er sich bei seinen Zeichnungen vom Stil des US-amerikanischen Architekten Frank Lloyd Wright inspirieren. 1939 durfte er für Capras Mr. Smith geht nach Washington als Assistent das Szenenbild mitgestalten. Drei Jahre später kam er bei Columbia erstmals als Artdirector zum Einsatz.
Über die Jahre wurde er dreimal für den Oscar in der Kategorie Bestes Szenenbild nominiert, so für Charles Vidors Technicolor-Filmmusical Es tanzt die Göttin (1944), Richard Quines Meine Braut ist übersinnlich (1958) und John Frankenheimers Sieben Tage im Mai (1964). Er ging jedoch stets leer aus. Ab 1955 war er auch für das US-amerikanische Fernsehen tätig, ehe er sich 1974 aus dem Showgeschäft zurückzog. Er starb 1988 im Alter von 77 Jahren in San Luis Obispo, Kalifornien. Sein Grab befindet sich im Los Osos Valley Memorial Park in Los Osos.

## Filmografie (Auswahl)
- 1937: In den Fesseln von Shangri-La (Lost Horizon) – Regie: Frank Capra
- 1939: Mr. Smith geht nach Washington (Mr. Smith Goes to Washington) – Regie: Frank Capra
- 1941: Akkorde der Liebe (Penny Serenade) – Regie: George Stevens
- 1942: Meine Schwester Ellen (My Sister Eileen) – Regie: Alexander Hall
- 1944: Es tanzt die Göttin (Cover Girl) – Regie: Charles Vidor
- 1948: Opium (To the Ends of the Earth) – Regie: Robert Stevenson
- 1948: Liebesnächte in Sevilla (The Loves of Carmen) – Regie: Charles Vidor
- 1949: Wir waren uns fremd (We Were Strangers) – Regie: John Huston
- 1949: Schweigegeld für Liebesbriefe (The Reckless Moment) – Regie: Max Ophüls
- 1950: Ladung für Kapstadt (Cargo to Capetown) – Regie: Earl McEvoy
- 1950: Mein Glück in deine Hände (No Sad Songs for Me) – Regie: Rudolph Maté
- 1951: Frauen und Toreros (The Brave Bulls) – Regie: Robert Rossen
- 1951: Die Spur führt zum Hafen (The Mob) – Regie: Robert Parrish
- 1951: Der Tod eines Handlungsreisenden (Death of a Salesman) – Regie: László Benedek
- 1952: Tommy macht das Rennen (Boots Malone) – Regie: William Dieterle
- 1952: Das Mädchen Frankie (The Member of the Wedding) – Regie: Fred Zinnemann
- 1953: Die 5000 Finger des Dr. T. (The 5,000 Fingers of Dr. T.) – Regie: Roy Rowland
- 1953: Verdammt in alle Ewigkeit (From Here to Eternity) – Regie: Fred Zinnemann
- 1954: Die Caine war ihr Schicksal (The Caine Mutiny) – Regie: Edward Dmytryk
- 1954: Sie ritten nach Westen (They Rode West) – Regie: Phil Karlson
- 1955: Der Mann aus Laramie (The Man from Laramie) – Regie: Anthony Mann
- 1957: Die Bestie aus dem Weltenraum (20 Million Miles to Earth) – Regie: Nathan Juran
- 1958: Cowboy – Regie: Delmer Daves
- 1958: Die blonde Venus (Screaming Mimi) – Regie: Gerd Oswald
- 1958: Meine Braut ist übersinnlich (Bell, Book and Candle) – Regie: Richard Quine
- 1959: Mit mir nicht, meine Herren (It Happened to Jane) – Regie: Richard Quine
- 1959: Sie kamen nach Cordura (They Came to Cordura) – Regie: Robert Rossen
- 1960: Der Kommandant (The Mountain Road) – Regie: Daniel Mann
- 1960: Das unheimliche Erbe (13 Ghosts) – Regie: William Castle
- 1961: Mörderisch (Homicidal) – Regie: William Castle
- 1961: Der unheimliche Mr. Sardonicus (Mr. Sardonicus) – Regie: William Castle
- 1962: Noch Zimmer frei (The Notorious Landlady) – Regie: Richard Quine
- 1962: Kid Galahad – Harte Fäuste, heiße Liebe (Kid Galahad) – Regie: Phil Karlson
- 1963: Puppen unterm Dach (Toys in the Attic) – Regie: George Roy Hill
- 1964: Die Heulboje (The Patsy) – Regie: Jerry Lewis
- 1964: … und ledige Mädchen (Sex and the Single Girl) – Regie: Richard Quine
- 1964: Sieben Tage im Mai (Seven Days in May) – Regie: John Frankenheimer
- 1965: Vierzig Wagen westwärts (The Hallelujah Trail) – Regie: John Sturges
- 1966: Das Hotel (Hotel) – Regie: Richard Quine
- 1966: Hawaii – Regie: George Roy Hill
- 1967: Der Unbeugsame (Cool Hand Luke) – Regie: Stuart Rosenberg
- 1968: Der Mann in Mammis Bett (With Six You Get Eggroll) – Regie: Howard Morris
- 1969: Mackenna’s Gold – Regie: J. Lee Thompson
- 1969: Die den Hals riskieren (The Gypsy Moths) – Regie: John Frankenheimer
- 1970: Herrscher der Insel (The Hawaiians) – Regie: Tom Gries
- 1971–1972: Die Partridge Familie (The Partridge Family) (TV-Serie, 21 Folgen)
- 1973: Ein verdammt netter Junge (The All-American Boy) – Regie: Charles Eastman
- 1974: Wahnsinn – Der Tod hat nur einen Buchstaben (W) – Regie: Richard Quine

## Auszeichnungen
Oscar
Nominiert:
- 1945: Bestes Szenenbild zusammen mit Fay Babcock und Lionel Banks für Es tanzt die Göttin
- 1959: Bestes Szenenbild zusammen mit Louis Diage für Meine Braut ist übersinnlich
- 1965: Bestes Szenenbild zusammen mit Edward G. Boyle für Sieben Tage im Mai